# 435
| 435                |
| ------------------ |
| Dødsfald - Fødsler |
|                    |

| Gregoriansk kalender | 435 CDXXXV              |
| Ab urbe condita      | 1188                    |
| Armensk kalender     | I/T                     |
| Kinesiske kalender   | 3131 – 3132 甲戌 – 乙亥 |
| Etiopisk kalender    | 427 – 428               |
| Jødisk kalender      | 4195 – 4196             |
| Hindukalendere       |                         |
| - Vikram Samvat      | 490 – 491               |
| - Shaka Samvat       | 357 – 358               |
| - Kali Yuga          | 3536 – 3537             |
| Iransk kalender      | 187 BP – 186 BP         |
| Islamisk kalender    | 193 BH – 192 BH         |

Se også 435 (tal)